# Volta a l'Alentejo
La Volta a l'Alentejo (en portuguès: Volta ao Alentejo) és una competició ciclista per etapes que es disputa anualment a la regió portuguesa de l'Alentejo. Des del 2005 forma part de l'UCI Europa Tour, categoria 2.1. Es disputa des de 1983, quan fou reservada als amateurs. L'any següent ja s'obrí als professionals. Actualment és una cursa de quatre etapes.

## Palmarès
| Any  | Vencedor                       | Segon                            | Tercer                        |         |
| ---- | ------------------------------ | -------------------------------- | ----------------------------- | ------- |
| 1983 | Paulo José Ferreira dos Santos | Manuel Zeferino                  | Alexandre Ruas                |         |
| 1984 | Marco Chagas                   | Eduardo Correia                  | Firmino Bernardino            |         |
| 1985 | Adelino Teixeira               | Manuel Cunha                     | José Xavier                   |         |
| 1986 | Manuel Zeferino                | Paulo José Ferreira dos Santos   | Carlos Marta                  |         |
| 1987 | Joachim Salgado                | José Xavier                      | Manuel De Sa Neves            |         |
| 1988 | Joaquim Gomes                  | Jorge Silva                      | Marco Chagas                  |         |
| 1989 | Fernando Carvalho              | Marco Chagas                     | José Urea Pulido              |         |
| 1990 | Josep Recio Ariza              | Delmino Pereira                  | Eduardo Correia               |         |
| 1991 | Jesús Blanco Villar            | Paulo José Ferreira dos Santos   | Eduardo Correia               |         |
| 1992 | António Pinto                  | Oleh Petròvitx Txujda            | Manuel Cunha                  |         |
| 1993 | Jorge Silva                    | Juan Martínez Oliver             | Joaquim Adrego Andrade        |         |
| 1994 | Carlos Alberto Carneiro        | Joaquim Sampaio                  | Joaquim Gomes                 |         |
| 1995 | Assiat Saítov                  | Pedro Silva                      | Joaquim Adrego Andrade        |         |
| 1996 | Miguel Indurain Larraya        | Prudencio Induráin Larraya       | David García Marquina         |         |
| 1997 | Aitor Garmendia Arbilla        | Francisco Javier Mauleón Unsuain | David Cañada Gracia           |         |
| 1998 | Melcior Mauri i Prat           | Vítor Manuel Gamito Gomes        | César Solaun Solana           |         |
| 1999 | José Luis Rubiera Vigil        | Melcior Mauri i Prat             | David Plaza Romero            |         |
| 2000 | Claus Michael Møller           | Iuri Surkov                      | Àngel Edo i Alsina            |         |
| 2001 | László Bodrogi                 | Cândido Barbosa                  | Andrei Zíntxenko              |         |
| 2002 | Joaquim Adrego Andrade         | David Bernabeu Armengol          | Vladímir Karpets              |         |
| 2003 | Andrei Zíntxenko               | Paulo Ferreira de Moura          | Hugo Sabido                   |         |
| 2004 | Daniel Andonov Petrov          | Joaquim Adrego Andrade           | Joaquim Sampaio               |         |
| 2005 | Xavier Tondo i Volpini         | Pedro Soeiro                     | Sérgio Ribeiro                |         |
| 2006 | Sérgio Ribeiro                 | Daniel Moreno Fernández          | Aleksandr Iefimkin            |         |
| 2007 | Manuel Vázquez Hueso           | Félix Rafael Cárdenas Ravalo     | Manel Lloret Zaragozi         |         |
| 2008 | Héctor Guerra García           | David Blanco Rodríguez           | Jackson Jesús Rodríguez Ortíz |         |
| 2009 | Maxime Bouet                   | Héctor Guerra García             | Vitali Kondrut                |         |
| 2010 | David Blanco Rodríguez         | Alejandro Marque Porto           | Fábio Silvestre               |         |
| 2011 | Evaldas Šiškevičius            | Filipe Cardoso                   | Bruno Sancho                  |         |
| 2012 | Aleksei Kunxin                 | Filipe Cardoso                   | Samuel Caldeira               |         |
| 2013 | Jasper Stuyven                 | Chad Haga                        | Alejandro Marque Porto        |         |
| 2014 | Carlos Barbero Cuesta          | Eduard Prades i Reverter         | Karel Hník                    |         |
| 2015 | Paweł Bernas                   | Delio Fernández Cruz             | James Oram                    |         |
| 2016 | Enric Mas Nicolau              | Krister Hagen                    | David de la Fuente Rasilla    |         |
| 2017 | Carlos Barbero Cuesta          | Rinaldo Nocentini                | Jasper de Laat                |         |
| 2018 | Luís Mendonça                  | Ricardo Mestre Correira          | Mark Downey                   |         |
| 2019 | João Rodrigues                 | Luís Mendonça                    | Raúl Alarcón García           |         |
| 2020 | suspesa                        | suspesa                          | suspesa                       | suspesa |
| 2021 | Mauricio Moreira               | José Fernandes                   | Rafael Reis                   |         |
| 2022 | Orluis Aular Sanabria          | Xabier Mikel Azparren            | José Fernandes                |         |
| 2023 | Orluis Aular Sanabria          | Adrián Bustamante                | Alex Molenaar                 |         |
| 2024 | Eduard Prades i Reverter       | Francisco Peñuela                | Abner González                |         |